# Карликов, Владимир Павлович
Карликов Владимир Павлович (род. 10 июля 1930 года, Великие Луки) — советский и российский учёный в области механики и педагог высшей школы, доктор физико-математических наук, профессор, заведующий кафедрой гидромеханики механико-математического факультета МГУ, академик РАЕН и АТН РФ.

## Биография
Родился в семье инженера-связиста.
С серебряной медалью окончил среднюю школу № 127 города Москвы.
Окончил механико-математического факультет МГУ (1953), однокурсниками были С. С. Григорян, А. А. Дезин, М. И. Шабунин. Ученик Л. И. Седова.
После защиты кандидатской диссертации «Линеаризованная задача о распространении сильного взрыва в неоднородной атмосфере» был оставлен на кафедре гидромеханики (1957), ассистент кафедры. В 1962 году избран по конкурсу доцентом кафедры.
С 1960 года работает в Институте механики МГУ (по совместительству).
В 1983 году защитил диссертацию на соискание учёной степени доктор физико-математических наук, избран профессором.
С 1991 года — заместитель заведующего кафедрой гидромеханики механико-математического факультета МГУ, а после кончины Л. И. Седова (5 сентября 1999 года) — заведующий кафедрой.
Член Российского Национального комитета по теоретической и прикладной механике (избран в 1985 году)

## Научные интересы
Фундаментальные результаты в области теории взрыва, гидродинамики скоростного движения, экспериментальной и прикладной гидромеханики.
Совместно с В. П. Коробейниковым разработан ряд эффективных приближенных методов решения нелинейных задач динамики ударных волн в однородных и неоднородных газовых средах, в том числе при взаимодействии с электромагнитным полем и однородным магнитным полем.

## Награды и звания
- Лауреат Государственной премии СССР (1978) — за исследования по гидродинамике больших скоростей.
- Лауреат премии имени профессора Н. Е. Жуковского (1986) — за исследования по нестационарной кавитации
- Лауреат премии имени М. В. Ломоносова за научную деятельность (2000) — за цикл работ «Исследование автоколебательных режимов фонтанирования затопленных струй жидкости (новый парадокс симметрии)»
- Лауреат премии имени М. В. Ломоносова за педагогическую деятельность (2007)
- Заслуженный деятель науки Российской Федерации (29 декабря 1994) — за заслуги в научной деятельности
- Заслуженный профессор МГУ (1999)
- Орден Почёта (2002)[2]
- Орден Дружбы (2024)[3]
- медаль им. академика М. В. Келдыша
- серебряная медаль им. П. Л. Капицы
- Премия Л. И. Седова (2012)